# Ширер, Гарри
Га́рри Ши́рер (англ. Harry Shearer, полное имя Гарри Джулиус Ширер англ. Harry Julius Shearer; род. 23 декабря 1943, Лос-Анджелес, Калифорния, США) — американский актёр, сценарист, радиоведущий, режиссёр и продюсер, писатель-сатирик, музыкант.

## Биография
Гарри Джулиус Ширер родился 23 декабря 1943 года в Лос-Анджелесе в семье еврейских эмигрантов Доры Уоррен (в девичестве — Кон; из Польши; бухгалтер) и Мэка Ширера (из Австрии; оперный певец), бежавших от нацистского режима в Европе в конце 1930-х годов. С детства обучался игре на пианино и поэтому попал в кино: у его преподавательницы музыки дочь снималась в фильмах, и когда учительница сменила работу и стала заниматься кастингом детей на роли в кино, она вспомнила про маленького Гарри. Первой работой Ширера стало участие в комедийном теле-радио-сериале The Jack Benny Program в возрасте семи лет. К четырнадцати годам Гарри сыграл роли в восьми сериалах и двух полнометражных фильмах, но потом родители настояли, чтобы он прекратил карьеру актёра, и в следующий раз Ширер появился на экране лишь в 1976 году.
Окончил Калифорнийский университет в Лос-Анджелесе, с 1967 по 1968 год работал учителем английского в высшей школе, но ушёл «из-за разногласий с администрацией».
С 1969 по 1976 год состоял в команде комиков англ. The Credibility Gap. С 1989 года, с 1 серии 1 сезона, по настоящее время (июль 2023) озвучивает множество ролей в мультсериале «Симпсоны» — за эти 34 года в его кино-копилке почти 750 эпизодов этого мультсериала. В 1978, 1980 и 2009 годах номинировался на получение Прайм-тайм премии «Эмми», но не получил награды. В 2008, 2009 и 2010 годах номинировался на получение «Грэмми», но также не получил награды. В 2014 году получил премию «Эмми» за лучшее озвучивание персонажа за «Симпсонов».
Первая жена — Пенелопа Майклс (1974—1977), вторая — певица и поэтесса-песенник Джудит Оуэн (с 1993 года).

## Избранные работы
| - 1953 — Эбботт и Костелло отправляются на Марс / Abbott and Costello Go to Mars — мальчик (в титрах не указан) - 1953 — Плащаница / The Robe — Давид (в титрах не указан) - 1979 — Реальная жизнь / Real Life — Пит (также сосценарист) - 1979 — Аэропорт-79: «Конкорд» / The Concorde … Airport '79 — Джеффри Маркс (в титрах не указан) - 1979 — Рыба, которая спасла Питтсбург / англ. The Fish That Saved Pittsburgh — Мюррей Спортс - 1980 — Олимпийские игры животных / Animalympics — Кин Хэксо (озвучивание) - 1980 — One Trick Pony — Берни Вепнер - 1983 — Парни что надо / The Right Stuff — рекрутёр из НАСА - 1984 — Это — Spinal Tap / This Is Spinal Tap — Дерек Смолс (также сосценарист и композитор) - 1988 — В штатском / Plain Clothes — Саймон Фек - 1988 — Моя мачеха — инопланетянка / My Stepmother Is an Alien — озвучивание астронома Карла Сагана - 1991 — Оскар / Oscar — Гвидо Фенуччи - 1991 — Чистое везение / Pure Luck — Монософф - 1991 — Король-рыбак / The Fisher King — Бен Старр - 1992 — Их собственная лига / A League of Their Own — диктор кинохроники - 1993 — Мир Уэйна 2 / Wayne’s World 2 — «Красавчик» Дэн - 1994 — Я согласен на всё / I’ll Do Anything - 1994 — Маленькие великаны / Little Giants — Литтбарски, диктор - 1994 — Безмолвие / Speechless — Чак - 1997 — Свадьба лучшего друга / My Best Friend’s Wedding — Джонатан Ритт - 1998 — Годзилла / Godzilla — Чарльз Кайман - 1998 — Почти герои / Almost Heroes — рассказчик - 1998 — Шоу Трумана / The Truman Show — Майк Майклсон - 1998 — Солдатики / Small Soldiers - 1999 — Эд из телевизора / EDtv - 1999 — Подруги президента / Dick — Джордж Лидди - 2001 — Замок с привидениями / Haunted Castle — мистер Ди / Мефисто (озвучивание) - 2002 — Пикник у медвежонка Тедди / Teddy Bears' Picnic — Джоей Лавин (также сценарист, режиссёр и исполнительный продюсер) - 2003 — Могучий ветер / англ. A Mighty Wind — Марк Шабб - 2005 — Школа танцев и обольщения Мэрилин Хотчкисс / англ. Marilyn Hotchkiss' Ballroom Dancing and Charm School — диктор - 2005 — Цыплёнок Цыпа / Chicken Little — собака-диктор (озвучивание) - 2006 — На ваш суд / For Your Consideration — Виктор Аллан Миллер - 2007 — Симпсоны в кино / The Simpsons Movie — различные персонажи (озвучивание) | - 1953, 1955 — Программа Джека Бенни / The Jack Benny Program — ребёнок (в двух эпизодах) - 1955 — Шоу Дональда О'Коннора / англ. The Donald O'Connor Show — камео (в одном эпизоде) - 1955 — Дни Долины смерти / англ. Death Valley Days — безымянный персонаж (в одном эпизоде) - 1956 — Личный секретарь / Private Secretary — Чаки Уиллис (в одном эпизоде) - 1957 — Театр «Дженерал Электрик» / англ. General Electric Theater — Тимми (в одном эпизоде) - 1957 — Оставь это Бобру / англ. Leave It to Beaver — Фрэнки Беннетт (в одном эпизоде) - 1957 — Альфред Хичкок представляет / Alfred Hitchcock Presents — уличный мальчишка (в одном эпизоде) - 1976 — Серпико / Serpico — хиппи (в одном эпизоде) - 1976—1978, 1982 — Лаверна и Ширли / Laverne & Shirley — различные эпизодические персонажи (в шести эпизодах, также сосценарист одного из эпизодов) - 1979, 1980, 1984, 1985 — Субботним вечером в прямом эфире / Saturday Night Live — различные персонажи (в тридцати двух выпусках, также сосценарист тридцати девяти выпусков) - 1988 — Полиция Майами / Miami Vice — Тимоти Андерсон, агент ФБР (в одном эпизоде) - 1989 — наст. время — Симпсоны / The Simpsons — мистер Бёрнс, Кент Брокман, Ленни, Нед Фландерс, директор Скиннер, Смитерс, Царапка и ещё 16 персонажей (озвучивание, в 748 эпизодах) - 1990 — Золотые девочки / The Golden Girls — Джордж Буш (в одном эпизоде) - 1990 — Мерфи Браун / Murphy Brown — Крис Бишоп (в одном эпизоде) - 1993 — Как в кино / Dream On — Стив (в одном эпизоде) - 1993 — Закон Лос-Анджелеса / L.A. Law — Гордон Хайк (в одном эпизоде) - 1993 — Озорные анимашки / Animaniacs — Нед Флэт (в одном эпизоде, озвучивание) - 1994 — Эллен / Ellen — Тед (в одном эпизоде) - 1995 — Скользящие / Sliders — диджей на радио (в одном эпизоде, в титрах не указан) - 1995 — Друзья / Friends — доктор Балдарар (в одном эпизоде) - 1995 — Линия фронта / Frontline — Ларри Хэджес (в одном эпизоде) - 1996 — Надежда Чикаго / англ. Chicago Hope — «человек из ниоткуда» (в одном эпизоде) - 1997 — Трейси принимает вызов / англ. Tracey Takes On... — Рональд Литлман (в одном эпизоде) - 1997 — Скорая помощь / ER — Джон Смити (в одном эпизоде) - 1997 — Визитёр / The Visitor — Луис Фарадей (в одном эпизоде) - 1998 — Джордж и Лео / англ. George & Leo — безымянный персонаж (в одном эпизоде) - 1999 — Семь дней / Seven Days — Уолтер Лэндис (в одном эпизоде) - 1999 — Журнал мод / Just Shoot Me! — Ларри Фенуик (в одном эпизоде) - 1999—2001 — Джек и Джилл / Jack & Jill — доктор Уилфорд Мэдисон (в четырёх эпизодах) - 2000—2001 — Бухта Доусона / Dawson’s Creek — директор Пескин (в двух эпизодах) - 2001 — Такова жизнь! / That’s Life — Дин (в одном эпизоде) - 2002 — Агентство / The Agency — президент (в одном эпизоде) - 2003 — Безумное телевидение / англ. MADtv — Марк Шабб (в одном выпуске) |

### Видеоигры
- 1996 — Blazing Dragons — сэр Бёрневер
- 1996 — The Simpsons: Cartoon Studio — различные персонажи
- 1997 — The Simpsons: Virtual Springfield / англ. The Simpsons: Virtual Springfield — различные персонажи
- 1998 — StarCraft
- 2001 — The Simpsons Wrestling — различные персонажи
- 2001 — The Simpsons: Road Rage / англ. The Simpsons: Road Rage — различные персонажи
- 2002 — The Simpsons Skateboarding / англ. The Simpsons Skateboarding — различные персонажи
- 2003 — The Simpsons Hit & Run — различные персонажи
- 2005 — Chicken Little — собака
- 2007 — The Simpsons Game — различные персонажи

### Радио
- англ. Le Show